# Emmanuel Jouanne
Emmanuel Jouanne (geboren 1960 in Caen; gestorben am 6. Februar 2008 in Frankreich) war ein  französischer Science-Fiction-Autor und -Übersetzer.

## Leben
In der Normandie geboren, wuchs er, nachdem seine Mutter sich wieder verheiratet hatte, teilweise im Süden im Département Var auf. Da er mit seinem Stiefvater nicht gut zurechtkam, wurde er auf ein Internat geschickt, studierte Mathematik und Literatur und beschloss schon bald, Schriftsteller zu werden. Vom Einfluss der Surrealisten geprägt und begieriger Leser vor allem angelsächsischer Science-Fiction begann er, Erzählungen zu schreiben, mit denen er sich schnell einen Namen als Autor radikal antikonformistischer Science-Fiction machte. Auffällig waren auch seine ungewöhnlich langen, surreal anmutenden Titel wie zum Beispiel der einer seiner ersten Geschichten Scènes de la vie quotidienne de l’édifice, en abécédaire, et mouvements d’objets, de mécanismes, de personnages, d’idées (1979, etwa: „Szenen aus dem Alltagsleben des Gebäudes, alphabetisch, und Bewegungen von Objekten, Mechanismen, Charakteren, Ideen“), oder Si vous balbutiez encore dans votre tombe de pierres, pensez et priez, et peut-être les vivants découvriront-ils des limites au camp ! (1979, etwa „Wenn Sie immer noch stottern in ihrem  Steingrab, denken und beten Sie, und vielleicht werden die Lebenden die Lagerzäune entdecken!“).
1982 erschien Jouannes erster Roman Damiers imaginaires, der im folgenden Jahr mit dem Prix Rosny aîné ausgezeichnet wurde, einem der renommiertesten französischen Science-Fiction-Preise. Die beiden Protagonisten sind Spielfiguren auf einem planetaren Schachbrett, ohne dass ihnen dies zunächst bewusst ist. Als sich das ändert, versuchen sie, die Regeln des Spieles herauszufinden. Mit dem 1984 erschienenen Roman Ici-bas gewann Jouanne dann ein zweites Mal den Prix Rosny aîné. 1988 gewann sein dritter Roman Nuage den Prix Galaxie, wodurch Jouanne der einzige Preisträger dieser kurzlebigen Auszeichnung wurde.
Mit Mitte 20 fand er sich in der Position eines sehr erfolgreichen und auch sehr produktiven jungen SF-Autors. Ab Mitte der 1980er Jahre begann er zudem, sich als literarischer Übersetzer amerikanischer SF zu profilieren und übersetzte insbesondere mehrere Bücher von Philip K. Dick, aber auch Ray Bradbury, Orson Scott Card und Kim Stanley Robinson. Zusammen mit Yves Frémion schrieb er unter dem Gemeinschaftspseudonym Colonel Durruti – der Name bezieht sich auf den spanischen Syndikalisten und Revolutionär Buenaventura Durruti – die anarchistische Soviet-Krimiserie, deren fünfter und letzter Band Le Soviet au Congo postum 2016 erschien.
Im Dezember 1986 war Jouanne eines der Gründungsmitglieder von Limite, einer literarischen Gruppe, die im folgenden Jahr Malgré le monde, eine Anthologie von Erzählungen unter dem Gemeinschaftspseudonym Limite veröffentlichte. Ziel der Gruppe war es, der französischen Science-Fiction eine neue Richtung zu geben, wobei vor allem Jouanne und Francis Berthelot auch ein literaturtheoretisches Interesse vertraten. Die Erfolg der Gruppe war begrenzt. Zwar erfuhr die Initiative Zuspruch seitens der Kritik und Berthelot wurde für seinen Beitrag mit dem Grand Prix de la Science-Fiction Française ausgezeichnet, aber man warf den Arbeiten vor, zu formalistisch und geradezu unlesbar zu sein.
Gegen Ende der 1980er Jahre begann für Jouanne eine schwierige, von persönlichen Problemen geprägte Phase, in der er zeitweilig auch obdachlos war. Auf den Erfahrungen dieser Zeit basiert der 1999 erschienene Jugendroman L’Inconnu de la ruelle. Seine letzten Texte waren die drei 2006 in Aux limites du son, der zweiten Limites-Anthologie, erschienenen drei Erzählungen.
Von einer ausgeheilten Krebserkrankung erschöpft starb Jouanne im Februar 2008 unerwartet an Komplikationen einer Diabetes.

## Auszeichnungen
- 1983 Prix Rosny aîné für den Roman Damiers imaginaires
- 1985 Prix Rosny aîné für den Roman Ici-bas
- 1988 Prix Galaxie für den Roman Nuage

## Bibliografie
Soviet (Romanserie, zusammen mit Yves Frémion unter dem Pseudonym Colonel Durruti)
- Tuez un salaud ! (1985)
- Le Rat Débile et les Rats Méchant (1986)
- C'est la danse des connards (1987)
- Berlin l'Enchanteur (1997)
- Le Soviet au Congo (2016)

Terre en phases (Romanserie)
- Le Rêveur de chats (1988)
- La Trajectoire de la taupe (1989)

Romane
- Damiers imaginaires (1982)
- Quand vint l’époque de la fin des époques (1982)
- Nuage (1983)
- Ici-bas (1984)
- L’Âge de fer (1988)
- Rêve de chair (1988, mit Jacques Barbéri)
- L’Hiver, aller et retour (1995)
- L'Inconnu de la ruelle (1999, Jugendroman)
- Mémoires de sable (2015, mit Jacques Barbéri)

Sammlungen
- Dites-le avec des mots (1985, mit Jean-Pierre Vernay)
- Cruautés (1987)

Kurzgeschichten
- Scènes de la vie quotidienne de l’édifice, en abécédaire, et mouvements d’objets, de mécanismes, de personnages, d’idées (1979)
- Si vous balbutiez encore dans votre tombe de pierres, pensez et priez, et peut-être les vivants découvriront-ils des limites au camp ! (1979)
- Comment, quand, et où mourut le temps, pour des raisons inconnues, sur le balcon en-dessous du balcon (1981)
- La guerre du papier (1981)
- Les prisons (1981)
- Quand le cancer fera de toi une forteresse, voisin, sauras-tu retrouver la douceur de tes paysages et la naïveté des dessins de ton enfance ? (1982)
- La question d’où naquit la plage (1982)
- Hospitalité (1983)
- Trajectoire de chasse (1983)
- Le corps du texte (1983)
- Sept épisodes de la vie intense mais régulière du Haut Commissaire Chargé des Affaires Ordinaires du Peuple (1983)
- L’anniversaire du Grand Anonyme (1983)
- Les jours d’été (1985, mit Jean-Pierre Vernay)
- Dites-le avec des mots (1985, mit Jean-Pierre Vernay)
- Eh ! et si l’amour des étoiles avait plus de rapports avec la chair qu’on ne le croit ? Et si les rêves d’enfant avaient moins de rapport avec les joujoux qu’on ne le croit ? Hé ! Qu’est-ce que vous dites de ça ? (1985, mit Jean-Pierre Vernay)
- Le vol de la mésange (1985, mit Jean-Pierre Vernay)
- Les portées du silence (1985, mit Jean-Pierre Vernay)
- Vénus aux papiers (1985, mit Jean-Pierre Vernay)
- La musique des surfaces (1986, mit Jacques Barbéri)
- Avions (1987)
- Cessons de nous tourmenter: la fin, la vraie, n’est que pour après-demain; voisins, réjouissons-nous de la longueur de l’apocalypse ! (1987)
- Comment, quand et où mourut le temps, pour des raisons inconnues, sur le balcon en dessous du balcon (1987)
- Cruautés (1987)
- Extinction des feux (1987)
- Histoire d’une histoire toute seule (1987)
- L’âge de pierre (1987)
- La course de Casanova (1987)
- Le suicide sans fin (1987)
- Les masques du clown (1987)
- Multiplication du voleur (1987)
- Les enfants meurent en souriant (1989, mit Roland C. Wagner)
- La fille 200 (1995, mit Jacques Barbéri)
- -.-/.-/.-../.-/----/-./../-.-/---/...- (1998)
- Après-guerre (2000)
- Dies Irae (2006, mit Jacques Barbéri)
- Expériences en sous-sol (2006)
- Acrobaties hors de propos (2006)
- La grande Oiseau (2011, mit Jacques Barbéri)
- Mirage (2011, mit Jacques Barbéri)

Übersetzungen
- Orson Scott Card: Espoir-du-Cerf (1984, Hart’s Hope , 1983)
- R. A. Lafferty: Annales de Klepsis (1985, Annals of Klepsis , 1983)
- Ray Bradbury: La Solitude est un cercueil de verre (1986, Death is a Lonely Business , 1985)
- Philip K. Dick: Radio libre Albemuth (1987, Radio free Albemuth , 1985)
- Kim Stanley Robinson: La Côte dorée (1989, The gold coast , 1988)
- Philip K. Dick: Le Voyage gelé (1990)
- Philip K. Dick: L’Oeil de la sibylle (1991)
- Donald Edwin Westlake: Anarchaos (1991)
- James Morrow: Cité de vérité (1992, City of truth , 1990)
- Philip K. Dick: L’Orphée aux pieds d’argile (1995)
- Jack Womack: Journal de nuit (1995, Random Acts of Senseless Violence , 1993)
- Philip K. Dick: La Trilogie divine (2002)
- Philip K. Dick: Souvenir (2003)